# Gymnelopsis ocellata
Gymnelopsis ocellata är en fiskart som beskrevs av Soldatov 1922. Gymnelopsis ocellata ingår i släktet Gymnelopsis och familjen tånglakefiskar. Inga underarter finns listade i Catalogue of Life.